# Football Club Volendam
Il Football Club Volendam, meglio noto come Volendam, è una società calcistica olandese con sede nella città di Volendam. È stata fondata nel 1920 e oggi milita nella Eredivisie, la massima serie del campionato olandese di calcio.

## Storia
Il Volendam, fondato da alcuni pescatori olandesi, aderì rapidamente all'Associazione Calcistica Cattolica dei Paesi Bassi. Nel 1935 e nel 1938 vinse il campionato nazionale cattolico e durante la Seconda guerra mondiale fu obbligato dai nazisti a unirsi alla KNVB. Nel 1955 il Volendam diventò un club professionistico, poiché aderì al campionato professionistico.
Nella stagione 1961-62 l'attaccante olandese del Volendam Dick Tol mise a segno 27 reti in campionato, diventando l'unico giocatore del club capocannoniere di una Eredivisie.
Dopo essere stato una presenza fissa dell'Eredivisie dal 1987 al 1998 il Volendam collezionò una serie di promozioni e retrocessioni, per un totale rispettivamente di 8 e 8. L'ultima retrocessione risale al 2009 dopo appena un anno dal ritorno in Eredivisie; in questa stagione la squadra è riuscita ad arrivare fino alle semifinali di Coppa d’Olanda venendo eliminato dall’Heerenveen.
Il 22 aprile 2022, battendo il Den Bosch per 1-2, sotta la guida di Wim Jonk il Volendam conquista la promozione in Eredivisie con due turni di anticipo come secondo classificato in Eerste Divisie dietro all’Emmen. La permanenza in massima divisione dura però due stagioni, in quanto torna direttamente in seconda divisione nella stagione 2023-24.

## Rosa 2024-2025
Aggiornata al 13 febbraio 2025.
| N. |                        | Ruolo | Calciatore       |
| -- | ---------------------- | ----- | ---------------- |
| 2  | Paesi Bassi (bandiera) | D     | Daniël Beukers   |
| 3  | Togo (bandiera)        | D     | Mawouna Amevor   |
| 4  | Paesi Bassi (bandiera) | D     | Xavier Mbuyamba  |
| 5  | Curaçao (bandiera)     | C     | Vurnon Anita     |
| 6  | Paesi Bassi (bandiera) | C     | Alex Plat        |
| 7  | Paesi Bassi (bandiera) | C     | Bilal Ould-Chikh |
| 8  | Paesi Bassi (bandiera) | C     | Jamie Jacobs     |
| 9  | Paesi Bassi (bandiera) | A     | Henk Veerman     |
| 10 | Curaçao (bandiera)     | C     | Brandley Kuwas   |
| 11 | Paesi Bassi (bandiera) | C     | Aurelio Oehlers  |
| 12 | Paesi Bassi (bandiera) | D     | Déron Payne      |
| 14 | Paesi Bassi (bandiera) | D     | Daan Steur       |
| 15 | Paesi Bassi (bandiera) | C     | Anass Bouziane   |
| 16 | Paesi Bassi (bandiera) | P     | Khadim Ngom      |

| N. |                        | Ruolo | Calciatore         |
| -- | ---------------------- | ----- | ------------------ |
| 18 | Paesi Bassi (bandiera) | C     | Nordin Bukala      |
| 19 | Paesi Bassi (bandiera) | C     | Myron Mau-Asam     |
| 20 | Paesi Bassi (bandiera) | P     | Kayne van Oevelen  |
| 21 | Paesi Bassi (bandiera) | A     | Robert Mühren      |
| 22 | Paesi Bassi (bandiera) | P     | Barry Lauwers      |
| 23 | Paesi Bassi (bandiera) | D     | Gladwin Curiel     |
| 25 | Paesi Bassi (bandiera) | D     | Luca Blondeau      |
| 26 | Capo Verde (bandiera)  | C     | Jerson Cabral      |
| 28 | Suriname (bandiera)    | C     | Silvinho Esajas    |
| 32 | Paesi Bassi (bandiera) | D     | Yannick Leliendal  |
| 34 | Marocco (bandiera)     | C     | Imran Nazih        |
| 36 | Paesi Bassi (bandiera) | C     | Milan de Haan      |
| 46 | Paesi Bassi (bandiera) | C     | Mika van der Horst |
| 77 | Paesi Bassi (bandiera) | C     | Caner Demircioglu  |

## Rosa 2023-2024
Aggiornata al 1º febbraio 2024.
| N. |                        | Ruolo | Calciatore       |
| -- | ---------------------- | ----- | ---------------- |
| 1  | Paesi Bassi (bandiera) | P     | Mio Backhaus     |
| 2  | Danimarca (bandiera)   | D     | Oskar Buur       |
| 3  | Paesi Bassi (bandiera) | D     | Brian Plat       |
| 4  | Paesi Bassi (bandiera) | D     | Damon Mirani     |
| 5  | Inghilterra (bandiera) | D     | George Cox       |
| 6  | Marocco (bandiera)     | D     | Benaissa Benamar |
| 7  | Stati Uniti (bandiera) | C     | Zach Booth       |
| 8  | Sudafrica (bandiera)   | C     | Luke Le Roux     |
| 9  | Portogallo (bandiera)  | A     | Vivaldo Semedo   |
| 10 | Francia (bandiera)     | C     | Robin Maulun     |
| 11 | Paesi Bassi (bandiera) | C     | Bilal Ould-Chikh |
| 14 | Australia (bandiera)   | C     | Garang Kuol      |
| 16 | Paesi Bassi (bandiera) | C     | Imran Nazih      |
| 17 | Paesi Bassi (bandiera) | C     | Calvin Twigt     |
| 18 | Brasile (bandiera)     | C     | Diego Gustavo    |
| 19 | Paesi Bassi (bandiera) | A     | Koen Blommestijn |

| N. |                        | Ruolo | Calciatore         |
| -- | ---------------------- | ----- | ------------------ |
| 20 | Paesi Bassi (bandiera) | P     | Kayne van Oevelen  |
| 21 | Paesi Bassi (bandiera) | A     | Robert Mühren      |
| 22 | Paesi Bassi (bandiera) | P     | Barry Lauwers      |
| 23 | Paesi Bassi (bandiera) | D     | Billy van Duijl    |
| 24 | Paesi Bassi (bandiera) | A     | Achraf Douiri      |
| 26 | Paesi Bassi (bandiera) | D     | Déron Payne        |
| 28 | Inghilterra (bandiera) | D     | Josh Flint         |
| 30 | Paesi Bassi (bandiera) | C     | Flip Klomp         |
| 30 | Paesi Bassi (bandiera) | A     | Safouane Karim     |
| 31 | Paesi Bassi (bandiera) | D     | Xavier Mbuyamba    |
| 33 | Paesi Bassi (bandiera) | A     | Ezechiel Fiemawhle |
| 34 | Paesi Bassi (bandiera) | A     | Ibrahim El Kadiri  |
| 36 | Paesi Bassi (bandiera) | C     | Jordi Blom         |
| 37 | Paesi Bassi (bandiera) | C     | Joey Antonioli     |
| 38 | Grenada (bandiera)     | C     | Darius Johnson     |
| 48 | Paesi Bassi (bandiera) | C     | Bram van Driel     |

## Rosa 2022-2023
Aggiornata al 23 maggio 2023.
| N. |                        | Ruolo | Calciatore        |
| -- | ---------------------- | ----- | ----------------- |
| 1  | Serbia (bandiera)      | P     | Filip Stanković   |
| 2  | Danimarca (bandiera)   | D     | Oskar Buur        |
| 3  | Paesi Bassi (bandiera) | D     | Brian Plat        |
| 4  | Paesi Bassi (bandiera) | D     | Damon Mirani      |
| 5  | Inghilterra (bandiera) | D     | Derry Murkin      |
| 6  | Marocco (bandiera)     | D     | Benaissa Benamar  |
| 7  | Paesi Bassi (bandiera) | A     | Daryl van Mieghem |
| 8  | Paesi Bassi (bandiera) | C     | Carel Eiting      |
| 9  | Paesi Bassi (bandiera) | A     | Henk Veerman      |
| 10 | Italia (bandiera)      | C     | Gaetano Oristanio |
| 11 | Paesi Bassi (bandiera) | C     | Bilal Ould-Chikh  |
| 12 | Francia (bandiera)     | C     | Florent Da Silva  |
| 15 | Paesi Bassi (bandiera) | D     | Dean James        |
| 16 | Paesi Bassi (bandiera) | C     | Imran Nazih       |
| 17 | Paesi Bassi (bandiera) | C     | Calvin Twigt      |
| 18 | Brasile (bandiera)     | C     | Diego Gustavo     |

| N. |                        | Ruolo | Calciatore          |
| -- | ---------------------- | ----- | ------------------- |
| 19 | Belgio (bandiera)      | C     | Francesco Antonucci |
| 20 | Paesi Bassi (bandiera) | P     | Kayne van Oevelen   |
| 21 | Paesi Bassi (bandiera) | A     | Robert Mühren       |
| 22 | Paesi Bassi (bandiera) | P     | Barry Lauwers       |
| 23 | Paesi Bassi (bandiera) | D     | Billy van Duijl     |
| 24 | Paesi Bassi (bandiera) | A     | Achraf Douiri       |
| 25 | Paesi Bassi (bandiera) | A     | Lequincio Zeefuik   |
| 26 | Paesi Bassi (bandiera) | D     | Déron Payne         |
| 27 | Paesi Bassi (bandiera) | D     | Givairo Read        |
| 28 | Inghilterra (bandiera) | D     | Josh Flint          |
| 31 | Paesi Bassi (bandiera) | D     | Xavier Mbuyamba     |
| 33 | Paesi Bassi (bandiera) | D     | Walid Ould-Chikh    |
| 34 | Paesi Bassi (bandiera) | A     | Ibrahim El Kadiri   |
| 36 | Paesi Bassi (bandiera) | C     | Jordi Blom          |
| 37 | Paesi Bassi (bandiera) | C     | Joey Antonioli      |
| 38 | Grenada (bandiera)     | C     | Darius Johnson      |

## Rosa 2021-2022
| N. |                        | Ruolo | Calciatore              |
| -- | ---------------------- | ----- | ----------------------- |
| 1  | Serbia (bandiera)      | P     | Filip Stanković         |
| 2  | Paesi Bassi (bandiera) | D     | Denso Kasius            |
| 3  | Paesi Bassi (bandiera) | D     | Brian Plat              |
| 4  | Paesi Bassi (bandiera) | D     | Damon Mirani (capitano) |
| 5  | Inghilterra (bandiera) | D     | Derry Murkin            |
| 6  | Paesi Bassi (bandiera) | C     | Alex Plat               |
| 9  | Paesi Bassi (bandiera) | A     | Martijn Kaars           |
| 10 | Italia (bandiera)      | C     | Gaetano Oristanio       |
| 11 | Paesi Bassi (bandiera) | A     | Ibrahim El Kadiri       |
| 12 | Paesi Bassi (bandiera) | C     | Robin Schulte           |
| 14 | Paesi Bassi (bandiera) | D     | Mike Eerdhuijzen        |
| 15 | Paesi Bassi (bandiera) | D     | Dean James              |
| 16 | Paesi Bassi (bandiera) | P     | Barry Lauwers           |

| N. |                        | Ruolo | Calciatore        |
| -- | ---------------------- | ----- | ----------------- |
| 17 | Paesi Bassi (bandiera) | A     | Jim Beers         |
| 18 | Paesi Bassi (bandiera) | C     | Samir Ben Sallam  |
| 20 | Paesi Bassi (bandiera) | C     | Dyllandro Panka   |
| 21 | Paesi Bassi (bandiera) | A     | Robert Mühren     |
| 22 | Paesi Bassi (bandiera) | P     | Barry Lauwers     |
| 23 | Paesi Bassi (bandiera) | A     | Lequincio Zeefuik |
| 25 | Stati Uniti (bandiera) | D     | John Hilton       |
| 28 | Inghilterra (bandiera) | D     | Josh Flint        |
| 29 | Inghilterra (bandiera) | A     | Leon Maloney      |
| 30 | Curaçao (bandiera)     | C     | Boy Deul          |
| 31 | Paesi Bassi (bandiera) | C     | Kevin Visser      |
| 34 | Paesi Bassi (bandiera) | D     | Mohamed Betti     |
| 38 | Grenada (bandiera)     | A     | Darius Johnson    |

## Rosa 2020-2021
| N. |                        | Ruolo | Calciatore          |
| -- | ---------------------- | ----- | ------------------- |
| 1  | Paesi Bassi (bandiera) | P     | Nordin Bakker       |
| 2  | Paesi Bassi (bandiera) | D     | Brian Plat          |
| 3  | Paesi Bassi (bandiera) | D     | Marco Tol           |
| 4  | Paesi Bassi (bandiera) | D     | Micky van de Ven    |
| 5  | Inghilterra (bandiera) | D     | Derry Murkin        |
| 6  | Paesi Bassi (bandiera) | C     | Alex Plat           |
| 9  | Paesi Bassi (bandiera) | A     | Martijn Kaars       |
| 10 | Belgio (bandiera)      | C     | Francesco Antonucci |
| 11 | Paesi Bassi (bandiera) | A     | Ibrahim El Kadiri   |
| 12 | Paesi Bassi (bandiera) | D     | Denso Kasius        |
| 14 | Paesi Bassi (bandiera) | D     | Mike Eerdhuijzen    |
| 15 | Paesi Bassi (bandiera) | D     | Dean James          |
| 16 | Paesi Bassi (bandiera) | P     | Barry Lauwers       |

| N. |                        | Ruolo | Calciatore              |
| -- | ---------------------- | ----- | ----------------------- |
| 17 | Aruba (bandiera)       | D     | Darryl Bäly             |
| 18 | Paesi Bassi (bandiera) | C     | Samir Ben Sallam        |
| 19 | Italia (bandiera)      | A     | Samuele Mulattieri      |
| 20 | Grecia (bandiera)      | A     | Giannīs Iatroudīs       |
| 21 | Paesi Bassi (bandiera) | A     | Dyllandro Panka         |
| 22 | Paesi Bassi (bandiera) | P     | Joey Roggeveen          |
| 23 | Paesi Bassi (bandiera) | A     | Zakaria El Azzouzi      |
| 28 | Paesi Bassi (bandiera) | A     | Lequincio Zeefuik       |
| 29 | Inghilterra (bandiera) | A     | Leon Maloney            |
| 30 | Curaçao (bandiera)     | C     | Boy Deul                |
| 34 | Paesi Bassi (bandiera) | D     | Mohamed Betti           |
| 38 | Grenada (bandiera)     | A     | Darius Johnson          |
|    | Paesi Bassi (bandiera) | C     | Kevin Visser (capitano) |

## Rosa 2019-2020
| N. |                        | Ruolo | Calciatore         |
| -- | ---------------------- | ----- | ------------------ |
|    | Paesi Bassi (bandiera) | P     | Mitchel Michaelis  |
|    | Paesi Bassi (bandiera) | P     | Joey Roggeveen     |
|    | Paesi Bassi (bandiera) | P     | Nordin Bakker      |
|    | Aruba (bandiera)       | D     | Darryl Bäly        |
|    | Paesi Bassi (bandiera) | D     | Marco Tol          |
|    | Paesi Bassi (bandiera) | D     | Gijs Smal          |
|    | Paesi Bassi (bandiera) | D     | Mike Eerdhuijzen   |
|    | Paesi Bassi (bandiera) | D     | Mohamed Betti      |
|    | Paesi Bassi (bandiera) | D     | Kevin van Gasteren |
|    | Belgio (bandiera)      | D     | Noah Fadiga        |
|    | Paesi Bassi (bandiera) | D     | Brian Plat         |
|    | Paesi Bassi (bandiera) | C     | Joey Veerman       |
|    | Paesi Bassi (bandiera) | C     | Alex Plat          |

| N. |                        | Ruolo | Calciatore         |
| -- | ---------------------- | ----- | ------------------ |
|    | Paesi Bassi (bandiera) | C     | Kevin Visser       |
|    | Paesi Bassi (bandiera) | C     | Gerry Vlak         |
|    | Paesi Bassi (bandiera) | C     | Nick Runderkamp    |
|    | Paesi Bassi (bandiera) | C     | Jari Vlak          |
|    | Curaçao (bandiera)     | C     | Boy Deul           |
|    | Paesi Bassi (bandiera) | C     | Rodney Antwi       |
|    | Paesi Bassi (bandiera) | C     | Anthony Berenstein |
|    | Paesi Bassi (bandiera) | C     | Nick Doodeman      |
|    | Paesi Bassi (bandiera) | C     | Roy Tol            |
|    | Paesi Bassi (bandiera) | A     | Cas Peters         |
|    | Paesi Bassi (bandiera) | A     | Enzo Stroo         |
|    | Paesi Bassi (bandiera) | A     | Teije ten Den      |
|    | Paesi Bassi (bandiera) | A     | Martijn Kaars      |

## Rosa 2018-2019
| N. |                        | Ruolo | Calciatore             |
| -- | ---------------------- | ----- | ---------------------- |
|    | Paesi Bassi (bandiera) | P     | Jordi van Stappershoef |
|    | Paesi Bassi (bandiera) | P     | Mitchel Michaelis      |
|    | Paesi Bassi (bandiera) | P     | Nordin Bakker          |
|    | Paesi Bassi (bandiera) | D     | Erik Schouten          |
|    | Paesi Bassi (bandiera) | D     | Gijs Smal              |
|    | Paesi Bassi (bandiera) | D     | Daan Klinkenberg       |
|    | Paesi Bassi (bandiera) | D     | Marco Tol              |
|    | Paesi Bassi (bandiera) | D     | Darryl Bäly            |
|    | Paesi Bassi (bandiera) | D     | Paul Kok               |
|    | Paesi Bassi (bandiera) | D     | Mohamed Betti          |
|    | Paesi Bassi (bandiera) | D     | Ties Evers             |
|    | Paesi Bassi (bandiera) | D     | Robin Schouten         |
|    | Paesi Bassi (bandiera) | D     | Kelvin Oxfoort         |
|    | Paesi Bassi (bandiera) | C     | Joey Veerman           |

| N. |                        | Ruolo | Calciatore         |
| -- | ---------------------- | ----- | ------------------ |
|    | Paesi Bassi (bandiera) | C     | Alex Plat          |
|    | Paesi Bassi (bandiera) | C     | Kevin Visser       |
|    | Paesi Bassi (bandiera) | C     | Gerry Vlak         |
|    | Paesi Bassi (bandiera) | C     | Nick Runderkamp    |
|    | Paesi Bassi (bandiera) | C     | Jari Vlak          |
|    | Curaçao (bandiera)     | C     | Boy Deul           |
|    | Paesi Bassi (bandiera) | C     | Rodney Antwi       |
|    | Paesi Bassi (bandiera) | C     | Anthony Berenstein |
|    | Paesi Bassi (bandiera) | C     | Nick Doodeman      |
|    | Paesi Bassi (bandiera) | C     | Roy Tol            |
|    | Paesi Bassi (bandiera) | A     | Cas Peters         |
|    | Paesi Bassi (bandiera) | A     | Enzo Stroo         |
|    | Paesi Bassi (bandiera) | A     | Teije ten Den      |
|    | Paesi Bassi (bandiera) | A     | Martijn Kaars      |

## Rosa 2017-2018
| N. |                        | Ruolo | Calciatore              |
| -- | ---------------------- | ----- | ----------------------- |
|    | Paesi Bassi (bandiera) | P     | Hobie Verhulst          |
|    | Paesi Bassi (bandiera) | P     | Mitchel Michaelis       |
|    | Paesi Bassi (bandiera) | P     | Jordi van Stappershoef  |
|    | Paesi Bassi (bandiera) | D     | Erik Schouten           |
|    | Paesi Bassi (bandiera) | D     | Henny Schilder          |
|    | Paesi Bassi (bandiera) | D     | Nick Zeijlmans          |
|    | Paesi Bassi (bandiera) | D     | Daan Klinkenberg        |
|    | Paesi Bassi (bandiera) | D     | Gijs Smal               |
|    | Paesi Bassi (bandiera) | D     | Paul Kok                |
|    | Paesi Bassi (bandiera) | D     | Mohamed Betti           |
|    | Paesi Bassi (bandiera) | D     | Ties Evers              |
|    | Paesi Bassi (bandiera) | C     | Kees Kwakman (capitano) |

| N. |                        | Ruolo | Calciatore      |
| -- | ---------------------- | ----- | --------------- |
|    | Paesi Bassi (bandiera) | C     | Joey Veerman    |
|    | Paesi Bassi (bandiera) | C     | Rafik El Hamdi  |
|    | Paesi Bassi (bandiera) | C     | Kevin Visser    |
|    | Paesi Bassi (bandiera) | C     | Gerry Vlak      |
|    | Paesi Bassi (bandiera) | C     | Nick Runderkamp |
|    | Paesi Bassi (bandiera) | C     | Dylan Mertens   |
|    | Paesi Bassi (bandiera) | C     | Rodney Antwi    |
|    | Paesi Bassi (bandiera) | C     | Luís Pedro      |
|    | Paesi Bassi (bandiera) | C     | Nick Doodeman   |
|    | Paesi Bassi (bandiera) | A     | Teije ten Den   |
|    | Paesi Bassi (bandiera) | A     | Enzo Stroo      |
|    | Paesi Bassi (bandiera) | A     | Jordy Hilterman |

## Rosa 2016-2017
| N. |                        | Ruolo | Calciatore             |
| -- | ---------------------- | ----- | ---------------------- |
|    | Paesi Bassi (bandiera) | P     | Hobie Verhulst         |
|    | Paesi Bassi (bandiera) | P     | Mitchel Michaelis      |
|    | Paesi Bassi (bandiera) | P     | Jordi van Stappershoef |
|    | Paesi Bassi (bandiera) | D     | Henny Schilder         |
|    | Paesi Bassi (bandiera) | D     | Erik Schouten          |
|    | Paesi Bassi (bandiera) | D     | Daan Klinkenberg       |
|    | Paesi Bassi (bandiera) | D     | Nick Zeijlmans         |
|    | Paesi Bassi (bandiera) | D     | Jermano Lo Fo Sang     |
|    | Paesi Bassi (bandiera) | D     | Paul Kok               |
|    | Paesi Bassi (bandiera) | D     | Ties Evers             |
|    | Paesi Bassi (bandiera) | D     | Mohamed Betti          |
|    | Paesi Bassi (bandiera) | C     | Kees Kwakman           |
|    | Paesi Bassi (bandiera) | C     | Kevin Visser           |

| N. |                        | Ruolo | Calciatore            |
| -- | ---------------------- | ----- | --------------------- |
|    | Paesi Bassi (bandiera) | C     | Rafik El Hamdi        |
|    | Paesi Bassi (bandiera) | C     | Raoul Esseboom        |
|    | Paesi Bassi (bandiera) | C     | Joey Veerman          |
|    | Paesi Bassi (bandiera) | C     | Gerry Vlak            |
|    | Paesi Bassi (bandiera) | C     | Nick Runderkamp       |
|    | Paesi Bassi (bandiera) | C     | Kevin van Kippersluis |
|    | Paesi Bassi (bandiera) | C     | Dylan Mertens         |
|    | Curaçao (bandiera)     | C     | Rihairo Meulens       |
|    | Paesi Bassi (bandiera) | C     | Daniël van Son        |
|    | Paesi Bassi (bandiera) | A     | Bert Steltenpool      |
|    | Paesi Bassi (bandiera) | A     | Jordy Hilterman       |
|    | Paesi Bassi (bandiera) | A     | Jack Tuijp            |

## Rosa 2015-2016
| N. |                        | Ruolo | Calciatore             |
| -- | ---------------------- | ----- | ---------------------- |
|    | Paesi Bassi (bandiera) | P     | Jeroen Verhoeven       |
|    | Paesi Bassi (bandiera) | P     | Hobie Verhulst         |
|    | Paesi Bassi (bandiera) | P     | Jordi van Stappershoef |
|    | Paesi Bassi (bandiera) | D     | Gijs Luirink           |
|    | Paesi Bassi (bandiera) | D     | Henny Schilder         |
|    | Paesi Bassi (bandiera) | D     | Erik Schouten          |
|    | Paesi Bassi (bandiera) | D     | Ties Evers             |
|    | Paesi Bassi (bandiera) | D     | Soufian Akouili        |
|    | Paesi Bassi (bandiera) | D     | Jermano Lo Fo Sang     |
|    | Paesi Bassi (bandiera) | D     | Johan Keizer           |
|    | Paesi Bassi (bandiera) | D     | Denzel Prijor          |
|    | Paesi Bassi (bandiera) | D     | Nick Zeijlmans         |
|    | Paesi Bassi (bandiera) | D     | Daan Klinkenberg       |
|    | Ghana (bandiera)       | D     | Randy Ababio           |
|    | Marocco (bandiera)     | C     | Soufiane Laghmouchi    |

| N. |                        | Ruolo | Calciatore            |
| -- | ---------------------- | ----- | --------------------- |
|    | Paesi Bassi (bandiera) | C     | Gyliano van Velzen    |
|    | Paesi Bassi (bandiera) | C     | Hilal Ben Moussa      |
|    | Curaçao (bandiera)     | C     | Elson Hooi            |
|    | Paesi Bassi (bandiera) | C     | Raoul Esseboom        |
|    | Paesi Bassi (bandiera) | C     | Kevin van Kippersluis |
|    | Paesi Bassi (bandiera) | C     | Rafik El Hamdi        |
|    | Paesi Bassi (bandiera) | C     | Daniël van Son        |
|    | Paesi Bassi (bandiera) | C     | Genridge Prijor       |
|    | Paesi Bassi (bandiera) | C     | Dylan Mertens         |
|    | Paesi Bassi (bandiera) | C     | Gerry Vlak            |
|    | Paesi Bassi (bandiera) | C     | Nick Runderkamp       |
|    | Paesi Bassi (bandiera) | A     | Jordy Hilterman       |
|    | Paesi Bassi (bandiera) | A     | Jack Tuijp            |
|    | Paesi Bassi (bandiera) | A     | Guyon Philips         |

## Rose delle stagioni precedenti
- 2008-2009

## Palmarès

### Competizioni nazionali
- Eerste Divisie: 7

1958-1959,1960-1961, 1966-1967, 1969-1970, 1986-1987, 2007-2008, 2024-2025

### Altri piazzamenti
- Coppa dei Paesi Bassi:

Finalista: 1957-1958, 1994-1995
Semifinalista: 1971-1972, 1978-1979, 2008-2009
- Eerste Divisie:

Secondo posto: 1979-1980, 1982-1983, 2012-2013, 2021-2022
Terzo posto: 1980-1981, 2005-2006
Promozione: 1976-1977